# Idaea draconigena
Idaea draconigena là một loài bướm đêm trong họ Geometridae.